# Пол Келерман
Пол Келерман (енгл. Paul Kellerman) измишљени је лик из америчке ТВ серије Бекство из затвора. Његов лик тумачи Пол Ејделстајн. 
Пол Келерман је агент тајне службе који води истрагу о Теренсу Стедману. Као агент тајне службе, он је задужен за безбедност потпредседнице, односно председнице САД Керолајн Рејнолдс.
После завршетка војне академије Вест Поинт, Келерман као војник САД одлази у Заливски рат у Ираку. По завршетку рата, Пол добија понуду да остане у Ираку као генерал САД, али прихвата понуду америчке владе да буде један од вођа америчке тајне службе. После неколико година Келерман постаје задужен за безбедност потпредседнице САД Керолајн Рејнолдс и на тој дужности проводи 15 година. Један је од главних ликова у афери око убиства Рејнолдса Бероуза, брата Линколна Бероуза. Убијен је у петој сезони.